# Universidades (estación)
La estación sencilla Universidades - CityU hace parte del sistema de transporte masivo TransMilenio de Bogotá, inaugurado en el año 2000.

## Ubicación
La estación se encuentra ubicada en el sector del centro histórico de la ciudad, más específicamente sobre la carrera 3 entre la avenida Ciudad de Lima y la calle 22. Se accede a ella de dos formas: mediante un cruce semaforizado ubicado sobre la calle 22 y mediante un túnel subterráneo que la conecta con la estación de Las Aguas - Centro Colombo Americano.
Atiende los barrios Las Aguas, Las Nieves y alrededores. Así mismo es utilizada por estudiantes de las distintas instituciones universitarias ubicadas en esa zona.
Igualmente ofrece cercanía a los cerros de Monserrate y Guadalupe, el centro histórico de La Candelaria, BD Bacatá, las Torres de Fenicia, entre otros.

## Origen del nombre
La estación recibe su nombre dada la cercanía de varias universidades e instituciones educativas en el área de la estación. Entre ellas se encuentran la Universidad Jorge Tadeo Lozano, la Universidad de los Andes, Universidad Externado de Colombia, Universidad de La Salle (Bogotá), Universidad Central de Colombia, Universidad Distrital Francisco José de Caldas, Universidad La Gran Colombia, Universidad del Rosario y la Universidad de América, entre otras. La estación únicamente se llamó «Universidades» hasta el 2024. Sin embargo, en el marco del plan que tiene la empresa TransMilenio para buscar aliados comerciales, al nombre de la estación se le añadió el texto «CityU».

## Historia
Esta estación hace parte de la Fase III de TransMilenio que empezó a construirse a finales de 2009 y, después de varias demoras relacionadas con casos de corrupción y del paso obstruido por la Calle 26 debido a la obra paralizada del parque Bicentenario, fue entregada el 27 de abril de 2013.

## Servicios de la estación

### Servicios troncales
| Ruta fácil                                      | 1 6     |         |         |         |         |
| Expresos lunes a sábado todo el día             | D24     |         |         |         |         |
| Expresos lunes a viernes hora pico de la tarde  |         | C73     | H76     |         |         |
| Rutas que finalizan recorrido                   |         |         |         |         |         |
| Ruta fácil                                      | 1 6     | 1 6     | 1 6     | 1 6     | 1 6     |
| Expresos lunes a sábado todo el día             | J24     | J24     | J24     | J24     | J24     |
| Expresos lunes a viernes hora pico de la mañana | J73 J76 | J73 J76 | J73 J76 | J73 J76 | J73 J76 |

### Esquema
| ← Norte  |         |         |  |       |  |                                               |
| Calle 22 | 6D24    | 1C73    |  |       |  |                                               |
|          | Vagón 2 | Vagón 1 |  | Túnel |  | Estación Las Aguas - Centro Colombo Americano |
| Calle 22 | H76     | J24J73  |  |       |  |                                               |
| Sur →    |         |         |  |       |  |                                               |

### Servicios urbanos
Así mismo funcionan las siguientes rutas urbanas del SITP en los costados externos a la estación, circulando por los carriles de tráfico mixto sobre la carrera 3, con posibilidad de trasbordo usando la tarjeta TuLlave:
| Código | Sector                   | Dirección    | Rutas                                              |
| ------ | ------------------------ | ------------ | -------------------------------------------------- |
| 665A00 | A Estación Universidades | AK 3 - CL 21 | A324A702 97 120 544A                               |
| 665B00 | A Estación Universidades | AK 3 - CL 20 | 18-3                                               |
| 664A00 | A Estación Universidades | AK 3 - CL 21 | 18-3A124A617A821F422G519H602H702K324K325 7 97 544A |

## Ubicación geográfica
| Noroeste: Santa Fe      | Norte: Santa Fe                             | Nordeste: Santa Fe |
| Oeste: K Centro Memoria |                                             | Este: Monserrate   |
| Suroeste: Santa Fe      | Sur: J Las Aguas - Centro Colombo Americano | Sureste: Santa Fe  |